# Chelodina kuchlingi
Espèce
Chelodina kuchlingi est une espèce de tortue de la famille des Chelidae.

## Répartition
Cette espèce est endémique du Nord du Kimberley en Australie-Occidentale en Australie.

## Publication originale
- Cann, 1997 : Kuchling's turtle. Monitor, Journal of the Victorian Herpetological Society, vol. 9, no 1, p. 32 & 41-44.